# Asavyo
L'Asavyo est un volcan bouclier situé dans la dépression de Danakil dans la région Afar en Éthiopie.
D'une hauteur de 1 200 m, c'est l'un des trois stratovolcans qui se sont formés dans le horst de Danakil. L'Asavyo est vraisemblablement entré en éruption au cours des deux derniers millénaires.